# Kicking Against the Pricks
Kicking Against the Pricks – trzeci album studyjny grupy Nick Cave and the Bad Seeds, wydany w 1986 roku; zawiera covery utworów innych wykonawców. Tytuł płyty ma prawdopodobnie odniesienie do cytatu z Biblii (Dz 26:14), który brzmi w angielskim tłumaczeniu "And the Lord said, I am Jesus whom thou persecutest: it is hard for thee to kick against the pricks." 
Polska wersja tego cytatu według Biblii Tysiąclecia brzmi następująco:"Kiedyśmy wszyscy upadli na ziemię, usłyszałem głos, który mówił do mnie po hebrajsku: "Szawle, Szawle, dlaczego Mnie prześladujesz? Trudno ci wierzgać przeciwko ościeniowi". 15 "Kto jesteś, Panie?" - zapytałem. A Pan odpowiedział: "Ja jestem Jezus, którego ty prześladujesz"
Według niektórych interpretacji Szaweł porównany jest tutaj do wołu wierzgającego w irytacji, spowodowanej kłuciem ostrym narzędziem zwanym ościeniem, używanego kiedyś przez oraczy podczas pracy z pługiem. Jest także możliwe, że ten tytuł jest związany z tytułem kolekcji krótkich opowiadań Samuela Becketta, "More Pricks than Kicks". 

## Utwory
1. "Muddy Water" – 5:15 (John Bundrick) – z repertuaru Johnny'ego Casha
2. "I'm Gonna Kill That Woman" – 3:44 (John Lee Hooker) – z repertuaru Johna Lee Hookera
3. "Sleeping Annaleah" – 3:18 (Newbury/Folger) – z repertuaru Toma Jonesa
4. "Long Black Veil" (Danny Del/Marjohn Wilkins) – z repertuaru Johnny'ego Casha
5. "Hey Joe" – 3:56 (William Roberts) – z repertuaru The Leaves
6. "The Singer" – 3:09 (Cash/Daniels), originally titled "The Folk Singer" – z repertuaru Johnny'ego Casha
7. "Black Betty" – 2:33 (Leadbelly) (CD only) – z repertuaru Ram Jam
8. "Running Scared" – 2:07 (Roy Orbison/Melson) (CD only) – z repertuaru Roya Orbisona
9. "All Tomorrow's Parties" – 5:52 (Lou Reed) – z repertuaru Velvet Underground
10. "By the Time I Get to Phoenix" – 3:39 (Jim Webb) – z repertuaru Jima Webba
11. "The Hammer Song" – 3:50 (A. Harvey) – z repertuaru Alexa Harveya
12. "Something's Gotten Hold of My Heart" – 3:44 (Greenaway/Cooke) – z repertuaru Gene'a Pitneya
13. "Jesus Met the Woman at the Well" – 2:00 (Trad. Arr. The Alabama Singers) – z repertuaru The Alabama Singers
14. "The Carnival Is Over" – 3:16 (T. Springfield/Frank Farlan) – z repertuaru The Seekers

## Trivia
- Ten album jest debiutem w zespole the Bad Seeds perkusisty Thomasa Wydlera.
- W Wielkiej Brytanii niektóre sklepy odmówiły sprzedaży tego albumu, w związku z tytułem mającym korzenie w Biblii, uznając to za działanie obsceniczne.
- Aranżacja sekcji smyczkowej jest zasługą Micka Harveya i została wykonana przez Berliner Kaffeehausmusik Ensemble.
- "The Hammer Song" nie powinien być mylony z utworem o tym samym tytule a zawartym na albumie z roku 1990 The Good Son.

### Pomyłki w tytułach utworów
Niektóre z nagranych coverów, zostały zatytułowane, prawdopodobnie przez pomyłkę, w sposób odmienny od oryginałów:
1. "Muddy Water" to w rzeczywistości "Muddy Waters" autorstwa Phila Rosentala. Poprzednio nagrana przez The Seldom Scene, oraz Johnny'ego Casha. Na albumie jest natomiast wymieniony jako autor John Bundrick, który napisał piosenkę o tym samym tytule, nagraną przez zespół Free.

3. "Sleeping Annaleah" to właściwie "Weeping Annaleah", nagrana przez Toma Jonesa.

6. "The Singer" to pierwotnie utwór "The Folk Singer", poprzednio nagrany przez Johnny'ego Casha, Glena Campbella i Burla Ivesa.

7. "Black Betty" to są właściwie trzy piosenki autorstwa Leadbelly a nagrane jako składanka: "Looky Looky Yonder/Black Betty/Yellow Women's Doorbells".

13. "Jesus Met the Woman at the Well" jest opisana jako autorstwa "mel. tradycyjna, aranżacja The Alabama Singers". W istocie, utwór ten nagrany przez The Alabama Singers, wykonano we wcześniejszej aranżacji nagranej przez The Pilgrim Travellers, autorstwa "mel. traditional, aranżacja J. W. Alexander".

## Skład zespołu
- Nick Cave – wokal, pianino
- Mick Harvey – gitara, gitara basowa, instrumenty perkusyjne
- Blixa Bargeld – gitara
- Barry Adamson – gitara basowa
- Dawn Cave – skrzypce
- Rowland S. Howard – wokal, gitara, instrumenty klawiszowe
- Tracy Pew – gitara basowa
- Hugo Race – gitara
- Thomas Wydler – perkusja